# Elektroda chinhydronowa
Elektroda chinhydronowa – półogniwo zbudowane z elektrody platynowej zanurzonej w roztworze chinhydronu, czyli równomolowym roztworze chinonu i hydrochinonu.
Elektroda chinhydronowa jest odwracalna względem jonów hydroniowych i jest elektrodą redoks, na której cząstkową reakcją potencjałotwórczą jest wymiana elektronów i protonów między chinonem a hydrochinonem według schematu: